# Бабино (Херсонская область)
Ба́бино (укр. Бабине) — село в Верхнерогачикской поселковой общине Каховского района Херсонской области Украины. Село расположено на Нижнерогачинском полуострове .
В документе «Реестр речок и прикмет, по обеих сторонах реки Днепра зостаючих, от города Переволочнои починаючихся. Прислан в канцелярию войсковую Енералную в Батурин от полковника Полтавского, року 1697, ноеврия 24» сообщается:

Речки, балки и инніи прикмети полевіи, по Кримской стороне по над рекою Днепром будучіи, идучіи от Сечи до самой вежи, так именуются:
Перша речка Мамайсирка впадает в Конскую нижей Лободихи.
Гора Карайтабень против Старого Днепра.
Гора Баба и балка Бабина есть там же.
Речка Рогачик впадает в плавлю свою Рогачицкую.
Речка Евпатиха впадает против Днеприща Кривого в Днепр.
Село Бабино основано в 1792 году как имение княгини Е. Н. Вяземской. В 1816 году здесь насчитывалось 13 дворов.
Население по переписи 2001 года составляло 240 человек. Почтовый индекс — 74411. Телефонный код — 5545. Код КОАТУУ — 6521585502.
2 марта 2022 году село было оккупированно российскими войсками в ходе вторжения России в Украину.